# Paul Albert Kopetzky
Paul Albert Kopetzky, česky Pavel Albert Kopecký (23. prosince 1885 Pardubice – 1944 Osvětim) byl pražský německý architekt a publicista.

## Život
Paul Albert Kopetzky absolvoval pražskou německou techniku. V Praze vyprojektoval několik architektonických realizací.
Jeho manželkou byla Marianne Kopetzky (1888–1944), rozená Theinerová. Společně měli dvě dcery, Suse (1922–1944) a Kitty (1926–1944). Paul Albert Kopetzky byl spolu s rodinou v prosinci 1941 transportován do Terezína a odtud v květnu 1944 do Osvětimi, kde všichni zahynuli.

## Dílo

### Činžovní dům Na Ovčinách
V polovině 30. let Kopetzky navrhl činžovní dům v ulici Na Ovčinách v pražských Holešovicích. Rohový dům má výrazné rámování oken a elegantně řešený vstupní portál.

### Portál firmy Poldi
Z let 1931–1933 pochází návrh portálu firmy Poldi. Portál je proveden v chromované oceli a je umístěn na starším secesním domě na pražských Vinohradech v Anglické ulici.

### Náhrobky na Novém židovském hřbitově
Kopetzky je rovněž autorem některých náhrobků na Novém židovském hřbitově:
- hrobka Nathana Ehrenfelda
- trojúhelníkový náhrobek Jindřicha Schmolky

## Galerie

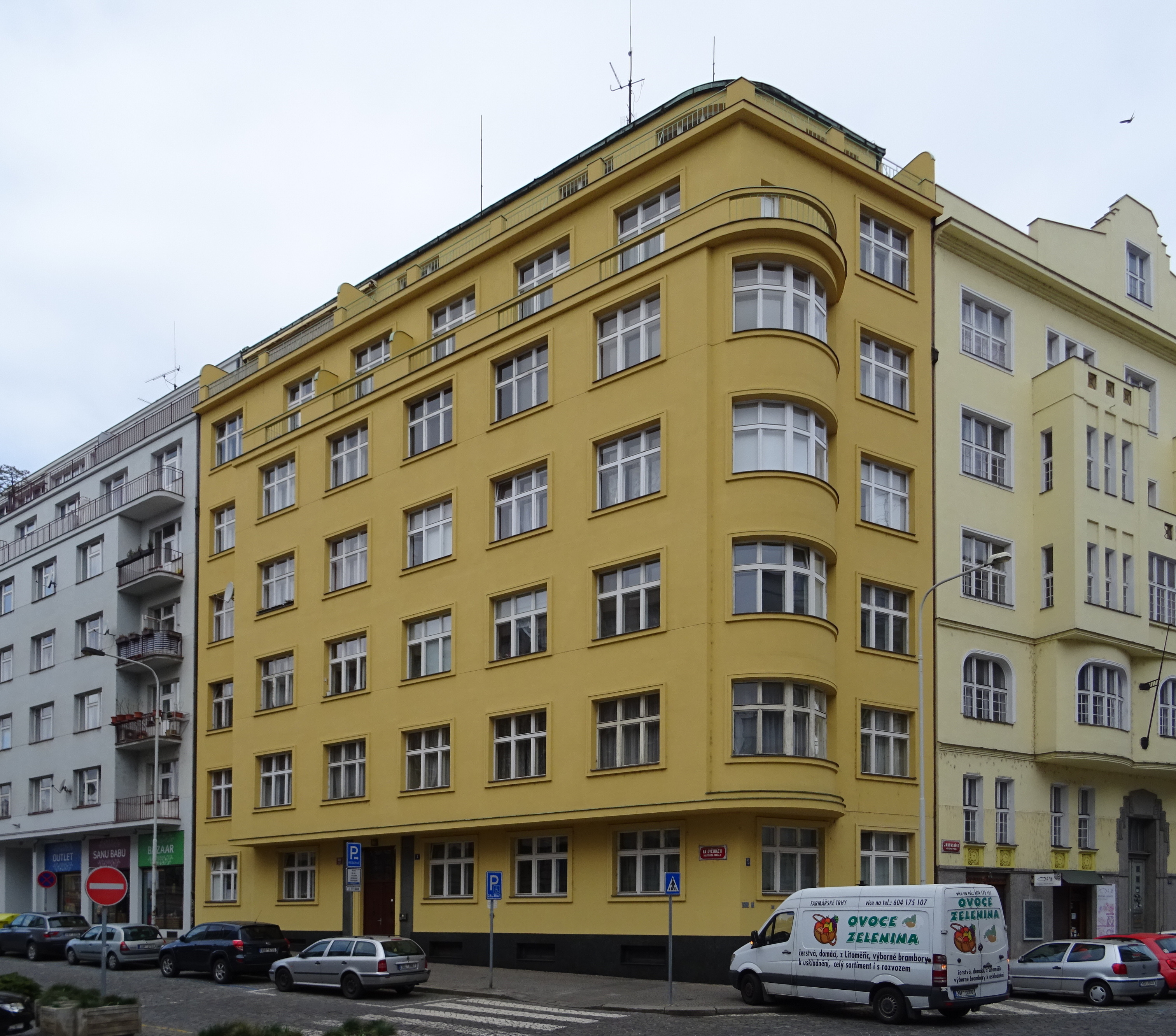
Rohový činžovní dům Na Ovčinách 2, Praha 7 - Holešovice
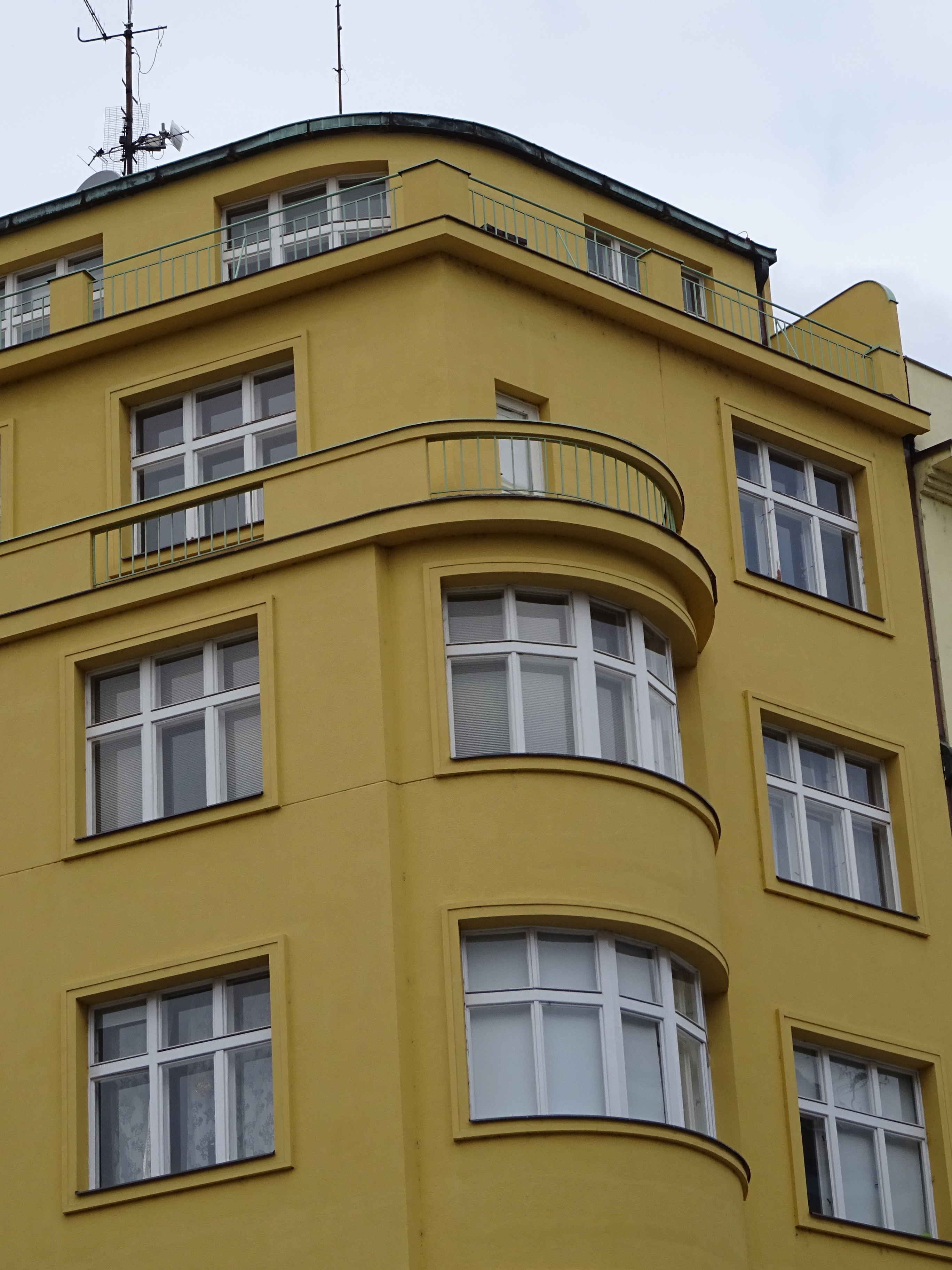
Detail činžovního domu Na Ovčinách - výrazně rámovaná okna
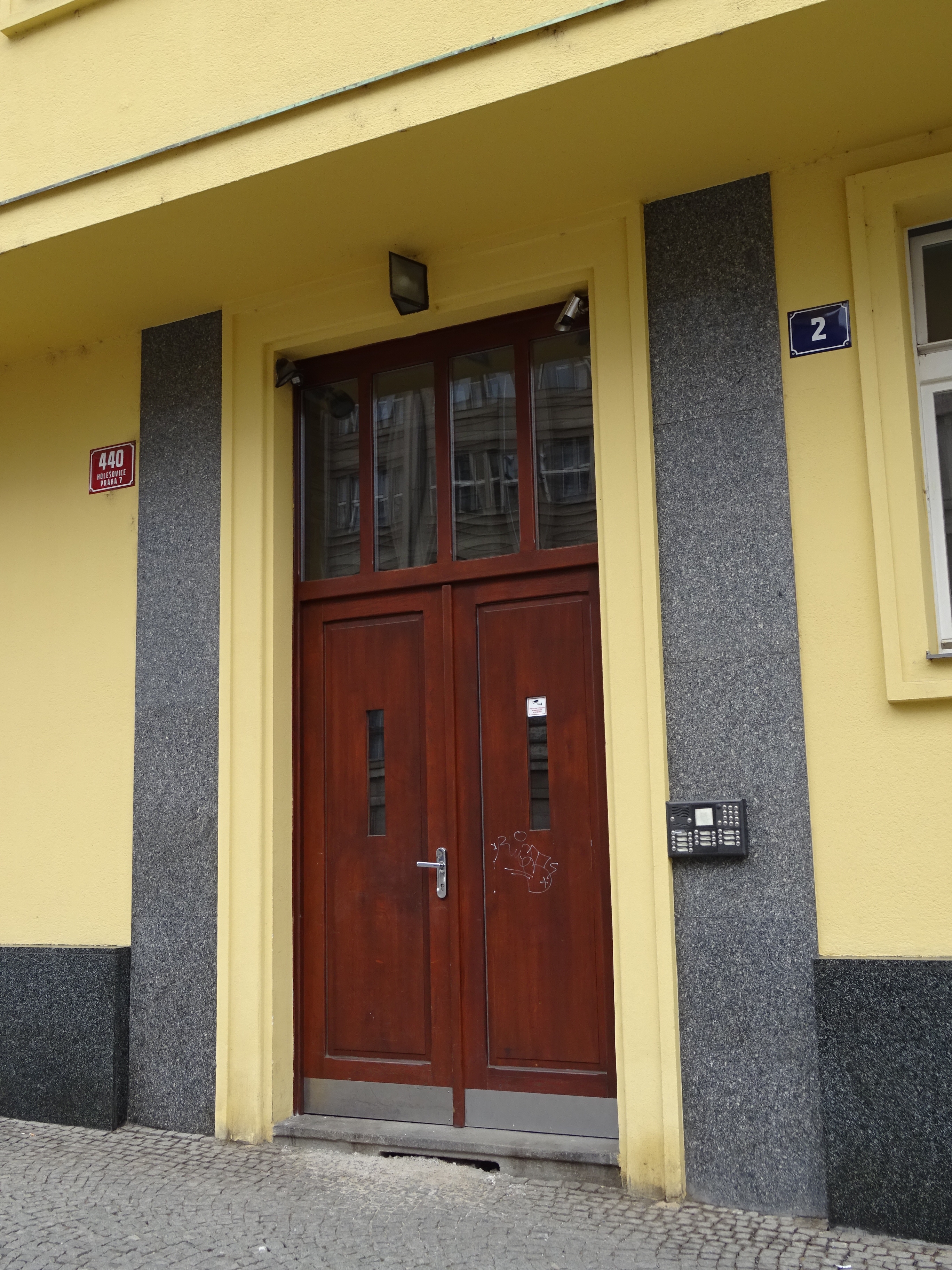
Portál činžovního domu Na Ovčinách
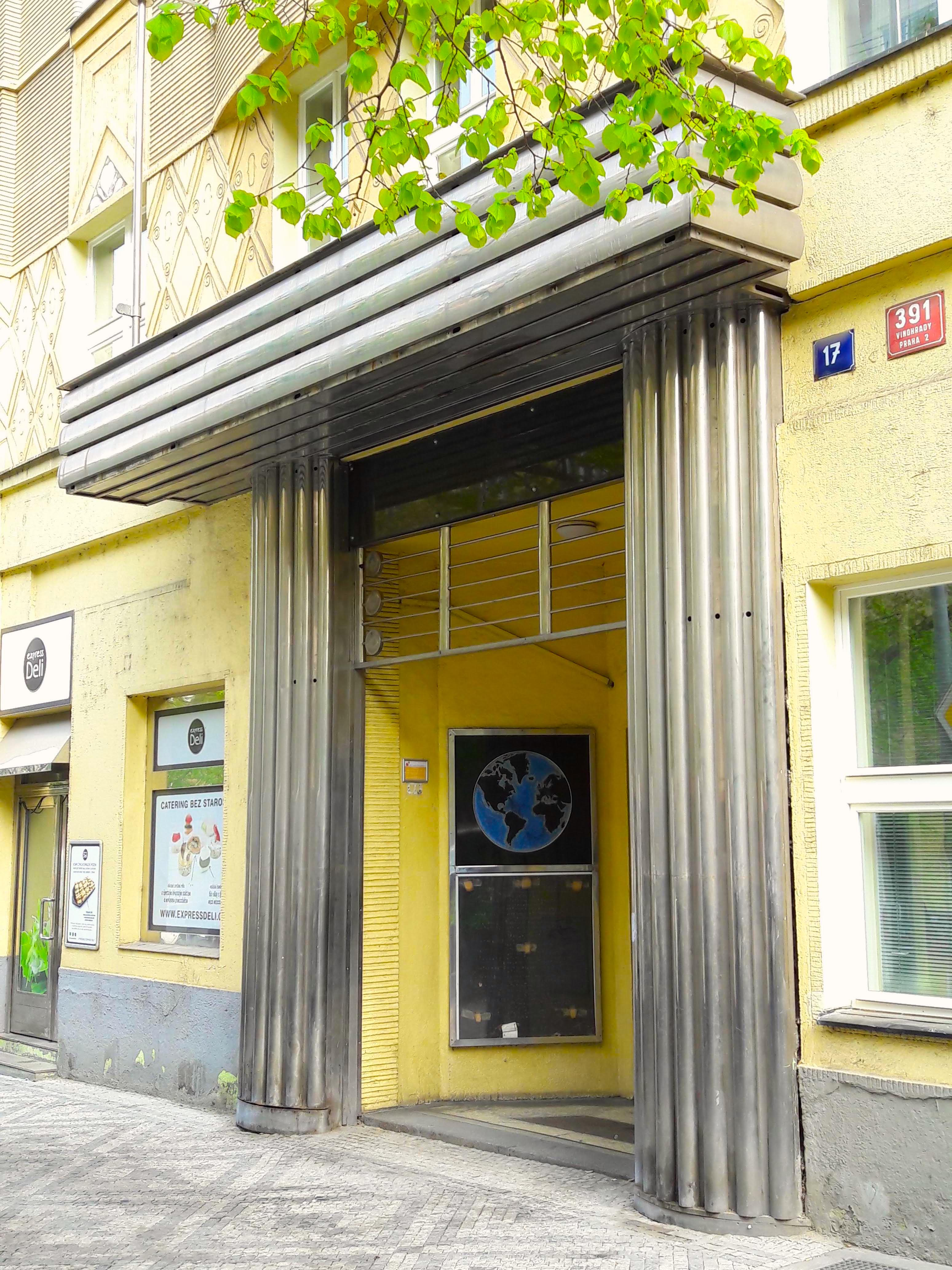
Portál firmy Poldi v chromované oceli, Anglická ulice v Praze